# حبيب جان بالدي
حبيب جان بالدي Habib Baldé (بالفرنسية: Habib Jean Baldé)‏، من مواليد 8 فبراير 1985 فيسانت فاليير في فرنسا، لاعب كرة قدم غيني.
بدأ مسيرته الكروية مع نادي غونغون الفرنسي في موسم 2004/2005، ولعب معهم 21 مباراة، ومنذ عام 2005 وهو يلعب مع نادي ريمز الفرنسي.
و هو يلعب مع منتخب غينيا لكرة القدم منذ عام 2007.

## روابط خارجية
- حبيب جان بالدي على موقع الاتحاد الدولي (مؤرشف)  (الإنجليزية)
- حبيب جان بالدي على موقع رابطة كرة القدم الفرنسية للمحترفين (الإنجليزية)
- حبيب جان بالدي على موقع قاعدة بيانات كرة القدم.إي يو (الإنجليزية)
- حبيب جان بالدي على موقع ناشيونال فوتبول تيمز (الإنجليزية)
- حبيب جان بالدي على موقع Soccerway.com (الإنجليزية)